# Bis(2-ethylhexyl)phosphat
Bis(2-ethylhexyl)phosphat ist eine chemische Verbindung aus der Gruppe der Phosphorsäureester.

## Gewinnung und Darstellung
Bis(2-ethylhexyl)phosphat kann durch Reaktion von Phosphoroxychlorid und 2-Ethylhexanol in Gegenwart eines Katalysators gewonnen werden.

## Eigenschaften
Bis(2-ethylhexyl)phosphat ist eine brennbare, schwer entzündbare, farblose Flüssigkeit mit süßlichem Geruch, die sehr schwer löslich in Wasser ist. Sie zersetzt sich bei Erhitzung über 240 °C.

## Verwendung
Bis(2-ethylhexyl)phosphat wird als Schmiermittelzusatz, Korrosionsinhibitor und Metallextraktionsmittel verwendet. Es ist an der Lösungsmittelextraktion von Uransalzen und Seltenerdmetallen beteiligt. Außerdem wird es als Weichmacher und als Lösungsmittel bei der Kunststoffsynthese verwendet.